# Teodoro D. Cocca
Teodoro D. Cocca (* 1972 in Zürich, heimatberechtigt in Schlieren) ist ein Schweizer Wirtschaftswissenschaftler und Hochschullehrer. Er ist Professor für Asset-Management und Mitglied des Forschungsinstitutes für Bankwesen an der Johannes Kepler Universität (JKU) Linz. Er leitet die Abteilung für Asset-Management am Institut für Betriebliche Finanzwirtschaft und wurde im Oktober 2011 zum Dekan der Sozial- und Wirtschaftswissenschaftlichen Fakultät ernannt.

## Leben
Teodoro D. Cocca studierte Betriebswirtschaftslehre an der Universität Zürich (1992–1998). 
Er war einige Jahre bei der Citibank im Investment und Private Banking beschäftigt (1995–1998), forschte an der Stern School of Business in New York City (2003–2004) und lehrte am Swiss Banking Institute der Universität Zürich (1998–2006). 
Seit 2006 ist er Leiter der Abteilung für Asset-Management an der JKU. 2007 wurde er Mitglied des Forschungsinstituts für Bankwesen. Er ist Lehrbeauftragter für Banking und Finance an der Universität Zürich, Referent bei akademischen Tagungen und internationalen Konferenzen und zudem als Berater für eine Reihe von Finanzhäusern tätig. Seit März 2010 ist er als Bankenexperte Mitglied des Verwaltungsrates der GG Geneva Group International AG mit Sitz in Zürich. Seit April 2011 ist er Mitglied des Verwaltungsrates der Verwaltungs- und Privat-Bank Aktiengesellschaft mit Sitz in Vaduz.

## Arbeits- und Forschungsschwerpunkte
- Asset-Management
- Bank-Management
- Private Banking
- Investor Behaviour